# Thomas Graham

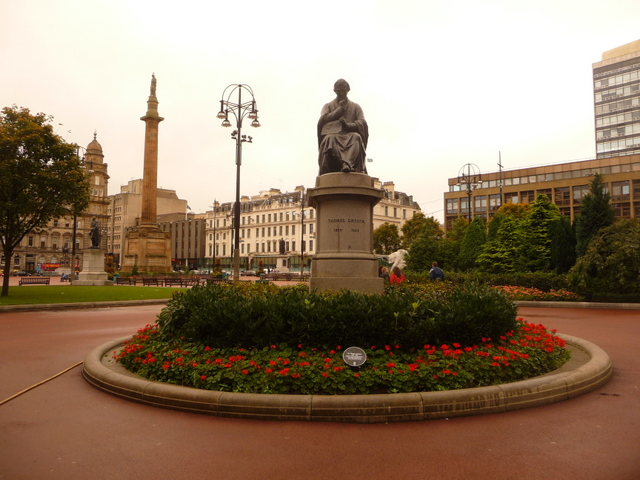
Statua Thomasa Grahama w Glasgow

Thomas Graham (ur. 20 grudnia 1805 w Glasgow, zm. 11 września 1869 w Londynie) – szkocki chemik i fizyk; specjalizował się w chemii fizycznej, bywa nazywany „ojcem chemii koloidów”, a w 1829 roku sformułował prawo nazwane od jego nazwiska. Laureat Medalu Copleya.

## Życiorys
Urodził się i zdobywał wykształcenie w Szkocji. Był zdecydowany zostać chemikiem, wbrew woli ojca, który odmówił finansowania studiów. Zarabiał jako nauczyciel i autor publikowanych tekstów. W latach 1830–1837 uczył w szkole w Edynburgu, a następnie University College London (1837–1855). Pracował też jako mistrz w mennicy (1855–1869).
Jego pierwsza publikacja, wydana w roku 1829, dotyczyła efuzji. Stwierdził, że prędkość tego procesu jest odwrotnie proporcjonalna do pierwiastka kwadratowego z gęstości gazów.
Na podstawie wyników obserwacji dyfuzji jednej cieczy do drugiej wprowadził podział cząstek na dwie klasy – szybko dyfundujące „krystaloidy” (np. sól kuchenna, zob. płyn infuzyjny) i wolno dyfundujące koloidy (np. guma arabska). Opracował sposób oddzielania obu rodzajów cząstek – metodę dializy. Wprowadził wiele innych pojęć, stosowanych w chemii koloidów.
W roku 1833 prowadził badania trzech form kwasu fosforowego i rozwinął koncepcję kwasów wielozasadowych, a w roku 1835 opublikował pracę na temat właściwości wody krystalizacyjnej (krystalizacja soli uwodnionych), potwierdził też istnienie alkoholanów. W swoim ostatnim artykule opisał pierwszą znaną reakcję metalu z gazem, prowadzącą do powstawania produktów stałych – reakcję otrzymywania wodorku palladu.

## Publikacje (wybór)
- Elements of chemistry: including the applications of the science in… (1850)[3],
- Elements of inorganic chemistry (1858)[4],
- Liquid Diffusion Applied to Analysis (1861)[5].